# Brendan Haywood
Brendan Todd Haywood (New York, 27 november 1979) is een Amerikaans voormalig basketballer en commentator.

## Carrière
Haywood speelde collegebasketbal voor de North Carolina Tar Heels van 1997 tot 2001. In 1999 nam hij namens de Amerikaanse ploeg deel aan de Universiade waar hij met de ploeg goud won. In de NBA draft van 2001 werd hij als 20e gekozen door de Cleveland Cavaliers. Dezelfde dag nog hij geruild naar de Orlando Magic voor Michael Doleac. In augustus 2001 werd hij opnieuw geruild ditmaal naar de Washington Wizards voor Laron Profit en een draftkeuze.
Bij de Wizards speelde hij negen jaar lang van 2001 tot 2010. In februari 2010 werd hij geruild naar de Dallas Mavericks samen met Caron Butler en DeShawn Stevenson voor Drew Gooden, Josh Howard, Quinton Ross en James Singleton. Aan het einde van het seizoen 2011/12 werd zijn contract ontbonden. Hij tekende daarop bij de Charlotte Bobcats waar hij twee seizoenen speelde. Aan het einde van het seizoen 2013/14 werd hij geruild naar de Cleveland Cavaliers samen met Dwight Powell voor Scotty Hopson.
Hij speelde nog een laatste seizoen in de NBA voor de Cleveland Cavaliers. Aan het einde van dat seizoen werd hij geruild naar de Portland Trail Blazers samen met Mike Miller en twee draftkeuzes voor een geldsom. Zijn contract werd enkele dagen later ontbonden. Na zijn spelerscarrière werd hij een commentator.

## Erelijst
- NBA-kampioen: 2011
- Nummer 00 teruggetrokken door de North Carolina Tar Heels
- Universiade:  1999

## Statistieken

### Regulier seizoen
| Seizoen  | Team                | WG  | WS  | MPW  | 2P%  | 3P% | FW%  | RPW  | APW | SPW | BPW | PPW  |
| -------- | ------------------- | --- | --- | ---- | ---- | --- | ---- | ---- | --- | --- | --- | ---- |
| 2001/02  | Washington Wizards  | 62  | 2   | 20,4 | 49,3 | 0,0 | 60,6 | 5,2  | 0,5 | 0,3 | 1,5 | 5,1  |
| 2002/03  | Washington Wizards  | 81  | 69  | 23,8 | 51,0 | 0,0 | 63,3 | 5,0  | 0,4 | 0,4 | 1,5 | 6,2  |
| 2003/04  | Washington Wizards  | 77  | 59  | 19,3 | 51,5 | 0,0 | 58,5 | 5,0  | 0,6 | 0,4 | 1,3 | 7,0  |
| 2004/05  | Washington Wizards  | 68  | 68  | 27,4 | 56,0 | 0,0 | 60,9 | 6,8  | 0,8 | 0,8 | 1,7 | 9,4  |
| 2005/06  | Washington Wizards  | 79  | 70  | 23,8 | 51,4 | 0,0 | 58,5 | 5,9  | 0,6 | 0,4 | 1,3 | 7,3  |
| 2006/07  | Washington Wizards  | 77  | 49  | 22,6 | 55,8 | 0,0 | 54,8 | 6,2  | 0,6 | 0,4 | 1,1 | 6,6  |
| 2007/08  | Washington Wizards  | 80  | 80  | 27,9 | 52,8 | 0,0 | 73,5 | 7,2  | 0,9 | 0,4 | 1,7 | 10,6 |
| 2008/09  | Washington Wizards  | 6   | 5   | 29,2 | 48,0 | 0,0 | 47,6 | 7,3  | 1,3 | 0,7 | 2,5 | 9,7  |
| 2009/10  | Washington Wizards  | 49  | 48  | 32,9 | 56,1 | 0,0 | 64,6 | 10,3 | 0,4 | 0,4 | 2,1 | 9,8  |
| 2009/10  | Dallas Mavericks    | 28  | 19  | 26,5 | 56,4 | 0,0 | 57,5 | 7,4  | 0,9 | 0,3 | 2,0 | 8,1  |
| 2010/11  | Dallas Mavericks    | 72  | 8   | 18,5 | 57,4 | 0,0 | 36,2 | 5,2  | 0,3 | 0,2 | 1,0 | 4,4  |
| 2011/12  | Dallas Mavericks    | 54  | 54  | 21,2 | 51,8 | 0,0 | 46,9 | 6,0  | 0,4 | 0,4 | 1,0 | 5,2  |
| 2012/13  | Charlotte Bobcats   | 61  | 17  | 19,0 | 43,1 | 0,0 | 45,5 | 4,8  | 0,5 | 0,3 | 0,8 | 3,5  |
| 2014/15  | Cleveland Cavaliers | 22  | 1   | 5,4  | 46,7 | 0,0 | 53,8 | 1,3  | 0,1 | 0,1 | 0,5 | 1,6  |
| Carrière | Carrière            | 816 | 549 | 22,9 | 52,8 | 0,0 | 58,7 | 6,0  | 0,5 | 0,4 | 1,4 | 6,8  |

### Play-offs
| Seizoen  | Team               | WG | WS | MPW  | 2P%  | 3P% | FW%  | RPW | APW | SPW | BPW | PPW  |
| -------- | ------------------ | -- | -- | ---- | ---- | --- | ---- | --- | --- | --- | --- | ---- |
| 2004/05  | Washington Wizards | 10 | 10 | 29,6 | 54,2 | 0,0 | 63,6 | 7,6 | 1,0 | 1,4 | 2,0 | 10,6 |
| 2005/06  | Washington Wizards | 6  | 6  | 25,8 | 68,2 | 0,0 | 52,0 | 3,2 | 0,8 | 0,3 | 1,8 | 7,2  |
| 2006/07  | Washington Wizards | 3  | 0  | 11,3 | 71,4 | 0,0 | 75,0 | 1,7 | 0,3 | 0,3 | 0,0 | 4,3  |
| 2007/08  | Washington Wizards | 6  | 6  | 29,7 | 59,1 | 0,0 | 80,0 | 6,7 | 0,8 | 0,7 | 1,5 | 12,0 |
| 2009/10  | Dallas Mavericks   | 6  | 2  | 23,2 | 57,1 | 0,0 | 60,0 | 6,2 | 0,5 | 1,2 | 1,7 | 6,0  |
| 2010/11  | Dallas Mavericks   | 18 | 0  | 15,3 | 58,1 | 0,0 | 46,5 | 4,1 | 0,2 | 0,1 | 1,0 | 3,1  |
| 2011/12  | Dallas Mavericks   | 4  | 4  | 15,3 | 28,6 | 0,0 | 62,5 | 3,3 | 0,3 | 0,3 | 0,5 | 3,3  |
| Carrière | Carrière           | 53 | 28 | 21,4 | 56,4 | 0,0 | 59,8 | 5,0 | 0,5 | 0,6 | 1,3 | 6,4  |

0 Marion ·
2 Kidd ·
3 Beaubois ·
4 Butler ·
6 Chandler ·
11 Barea ·
13 Brewer ·
16 Stojaković ·
20 Jones ·
28 Mahinmi ·
31 Terry ·
33 Haywood ·
35 Cardinal ·
41 Nowitzki ·
92 Stevenson ·
Coach Carlisle